# UNTOUCHABLE (ITZY歌曲)
《UNTOUCHABLE》是一首由南韓女團ITZY演唱的歌曲，收錄於她們的第八張迷你專輯《BORNTOBE》。作為專輯的主打歌，由JYP娛樂在2024年1月8日發行。歌曲由Bang Hye-hyun和Lee Seu-ran作詞，結合了舞曲流行與電子舞曲的元素。歌詞傳遞出一種在面對現實困境時堅韌不拔的精神。

## 背景與發行
2023年12月4日，JYP娛樂宣布了ITZY的第八張迷你專輯《BORNTOBE》，並公開了完整曲目列表，其中《UNTOUCHABLE》被列為主打歌曲，並確定於2024年1月8日隨專輯一同發行。由於成員Lia正處於休息期，這首歌曲由其他四名成員錄製完成。
2024年1月4日，釋出了該單曲的首支音樂錄影帶預告，畫面中四名成員以一字排開的陣型表演。隔天，第二支預告公開，展示成員們穿著全黑服裝，在充滿紅光的舞台上演出的片段，營造出濃厚的視覺張力與氣勢。

## 曲目介紹
《Untouchable》由Bang Hye-hyun與Lee Seu-ran作詞，Maria Marcus、Zarah Christenson和Toblas Näslund共同作曲完成。這是一首融合了流行舞曲與電子舞曲元素的歌曲，以強烈的吉他聲為主軸，搭配極具感染力的副歌與貫穿全曲的電音律動（electrifying groove），為歌曲注入了強烈的節奏感。
歌曲的歌詞傳遞出一種面對現實困境時堅韌不拔的精神，表現出一種積極抗衡的態度。《Untouchable》的全長為3分14秒，旋律使用了C小調，整體速度為每分鐘105拍，展現出一種平衡情感與力量的音樂魅力。

## 獎項與成就
《Untouchable》在南韓的音樂節目中表現亮眼，於2024年1月19日播出的《音乐银行》獲得了冠軍，擊敗了其他強勁的競爭對手，奪得第一名，成為該曲的重要里程碑。
| 節目     | 日期          | Ref.   |
| -------- | ------------- | ------ |
| 音乐银行 | 2024年1月19日 | [ 13 ] |

## 音樂錄影帶
《Untouchable》的音樂錄影帶隨專輯於2024年1月8日正式發布。影片中，Itzy成員以自信的姿態「踏進聚光燈下」，在一面由「舉著防暴盾牌的士兵」組成的牆壁前展開表演。她們以充滿力量的動態舞蹈作為武器，展現了震撼人心的舞台魅力。
根據Vogue Singapore的記者Azrin Tan的觀察，這支音樂錄影帶呈現出Itzy更成熟的形象。她稱讚成員們的「俐落舞蹈」以及音樂錄影帶中的造型設計，讓整體視覺效果更加引人注目。
影片的高潮部分，隨著士兵靠近成員們，場景出現大規模的爆炸，但成員們依然繼續表演，象徵無畏的精神，為整支音樂錄影帶劃下強而有力的句點。這支MV透過創新的敘事與震撼的視覺效果，成功展現了歌曲傳遞的堅韌意志與力量美學。

## Charts
| Chart (2024)                            | Peak position |
| --------------------------------------- | ------------- |
| Singapore Regional (RIAS)               | 20            |
| South Korea (Circle)                    | 93            |
| US World Digital Song Sales (Billboard) | 8             |

| Chart (2024)         | Position |
| -------------------- | -------- |
| South Korea (Circle) | 145      |

## 發行歷史
| 發行地區 | 發行日期     | 發行形式        | 廠牌             |
| -------- | ------------ | --------------- | ---------------- |
| 全球     | 2024年1月8日 | CD 數位音樂下載 | JYP娛樂 聯眾唱片 |